# P'Faun
P'Faun is een Duitse muziekgroep binnen het gebied van progressieve rock.
De naam van de band ontstond toen een samenwerking van Tommy Betzler en Michael Brückner vastere vorm kreeg. Ze hadden onder de duonaam Betzler & Brückner al twee albums uitgebracht, maar waren ook vanaf 2013 bezig het groepsgevoel verder uit te werken. In februari 2018 kwam het eerste resultaat daarvan uit in de vorm van de ep Sp'roque. Najaar 2018 verscheen van de band het album The golden peacock, die een kruising laat horen van elektronische muziek en (space)-rock, meest instrumentaal.
Betzler was al eerder te horen op drie albums uit de jaren 80 in een band genaamd P'Cock en maakte deel uit/trad op met Picture Palace Music. Michael Brückner heeft vanaf 1993 talloze albums in eigen beheer uitgegeven, maar ook een aantal via kleine platenlabels gespecialiseerd in elektronische muziek zoals SynGate. 

## Leden
- Tommy Betzler – drumstel, elektronisch slagwerk en percussie
- Sammy David – gitaar, basgitaar
- Michael Brückner – elektronische toetsinstrumenten, stemmen

## Discografie

### P'Cock
- 1980: The prophet, op het platenlabel Innovative Communication van Klaus Schulze en Michael Haentjes
  - opgenomen in Panne-Paulsen Studio in Frankfurt am Main
  - (Tweede) Samenstelling van P’Cock: Tommy Betzler (drums, percussie), Achim Albrecht (gitaar), Utz Bender (zang, toetsen), Peter Hermann (toetsen) en Axel Krause (basgitaar, akoestische gitaar); Schulze was muziekproducent
  - Hoesontwerp: fotograaf Michael Weisser
  - Nummers: A1: The prophet (6:00), A2: The actors fun (6:30), A3: Toby (4:09), A4: Silver Shadow, B1: N 1,4 (5:43), B2: Fly your kite (4:17) en B3: La mer (9:58)
  - Heruitgave 2023 Made in Germany: Betzler studeerde aan Akademie für Tonkunst in Darmstadt, kende Peter Hermann ook uit die tijd; P'Cock speelde in voorprogramma van Klaus Schulze
- 1981: In'cognito, op het platenlabel Innovative Communication
  - opgenomen in IC Studio van Schulze in Winsen
  - (Derde) Samenstelling van P’Cock: Tommy Betzler (drums, percussie), Armin Strecker (gitaar), Utz Bender (zang, toetsen), Peter Hermann (toetsen) wn Axel Krause (basgitaar, akoestische gitaar); Schulze was muziekproducent
  - Hoesontwerp: fotograaf Michael Weisser
  - Nummers: A1: House in the storm (11:00), A2: Funtime sorrow (4:20), A3: Always funny (3:00) B1: Ban’cock (3:30), B2: Mother (6:30) en B3: Mr. Pollution (8:10)
  - Heruitgave 2023 Made in Germany: Betzler werd na optredens met Schulze kok voor artiesten
- 1983: 3, op het platenlabel Ohrwurm Records
  - Andere samenstelling zonder Betzler en

### Betzler & Brückner
- 2015: Two, op het platenlabel Syngate
  - track 1 (Not) too late (12:16); track 2: Two worlds (inside one mirror) (9:10); track 3: Gaia (a suite in tow parts) (25:35); track 4: Monsoon (too soon)(11:10); track 5: (One) To the flame of hope (20:19); album met Sammy David en Fryderyk Jona
- 2016: Triplet, op het platenlabel Groove Unlimited
  - cd: track 1: The trip (18:04); track 2: Trilogy (16:29); track 3: Doublette (22:38); track 4: (Three) To the flame of life (19:14); album met Sammy David en Fryderyk Jona
  - dvd: concert E-Live 2016

### P'Faun
- 2018: Sp'roque (eigen beheer)
- 2018: The golden peacock
- 2023: Live in 2018

## The golden peacock
Het debuutalbum The golden peacock werd eveneens uitgebracht door het Nederlandse platenlabel Groove Unlimited, gespecialiseerd in elektronische muziek. De band trad ook al op tijdens de door dat platenlabel georganiseerde concertreeks E-Live in Oirschot. De opnamen stammen uit de periode 2013 tot en met 2018, waarbij gastmusici werden ingeschakeld.

### Muziek
| Nr. | Titel                                                              | Duur  |
| --- | ------------------------------------------------------------------ | ----- |
| 1.  | So Ham (gastmusici: Cilia di Pointe met stem, Doris Hach op cello) | 14:49 |
| 2.  | Flying fish                                                        | 7:00  |
| 3.  | King Gong (gastmusicus: Gerd Weyhing op gitaar, basgitaar)         | 9:15  |
| 4.  | House in the storm – part 2                                        | 10:58 |
| 5.  | Number five (is still alive) (gastmusicus Harald Nies op gitaar)   | 7:18  |
| 6.  | P’Quences (gastmusicus René van der Wouden op synthesizers)        | 14:38 |
| 7.  | Blue pearls, part 1                                                | 7:23  |
| 8.  | Blue pearls, part 2                                                | 7:04  |

## Live in 2018
Naar aanleiding van bovenstaand album mocht P'Faun een aantal keren optreden; gaqstmusicus was Volker Lankow. er kwamen twee concerten; één in De Enck in Oirschot en één in Bocholt. Groove Unlimited had beide concerten opnamen gemaakt, maar de concerten werd geteisterd door storingen in het instrumentarium. Van een gepland origineel dubbelalbum bleef alleen muziek over uit Oirschot, waarbij nog twee nummers alleen uit de repetities overeind bleven:
- 1: The trip (16:12), 2: Medly So Ham/Gaia (15:35), 3: House in the sotrm, part 2 (10:39, 4: Only one life (9:09), 5: P;Quences (11:42), 6: Blue pearls (14:08)